# Ebba the Movie
Ebba the Movie är en svensk dokumentärfilm från 1982 skapad av Johan Donner om punkbandet Ebba Grön. Filmen hade premiär den 6 oktober 1982.

## Handling
Filmen skildrar punkbandet Ebba Grön, ett av Sveriges största punkband då det begav sig. Dokumentären innehåller en mängd spelningar, intervjuer med bandmedlemmar, studioinspelningen av låtarna "Slicka uppåt, sparka neråt" i Mistlurs studio, med mera. Mycket filmmaterial är från deras turné tillsammans med bandet Dag Vag från 1980, kallad Turister i tillvaron. En omtalad scen ifrån filmen är när Joakim Thåström, sångaren i bandet, spelar och sjunger låten "Häng Gud" på en orgel i kyrka.

## Om filmen
Ebba the Movie klipptes ner 1996 av Johan Donner och gavs ut i en så kallad "hardcoreversion" som är 52 minuter lång. Den har även givits ut på DVD som omfattar både original- och hardcoreversion.
Filmens titel är en parodi på dokumentären om bandet Abba från 1977, Abba – the Movie.[källa behövs]
Enligt Aftonbladet skulle filmen aldrig komma att visas på TV, vilket dock gjordes bara något år senare.[källa behövs]